# Château de Castagnac
Le château de Castagnac se situe en France sur la commune de Castagnac, dans le Canton de Montesquieu-Volvestre en région Occitanie à 40 km au sud de Toulouse.

## Histoire

Blason des Lordat de Castagnac.

C'est une ancienne motte castrale transformée vers le XIIe siècle en place forte.
Le plus ancien document qui mentionne un seigneur à Castagnac concerne Bernadus de Castagnac et date de 1162. Les armes présentes sur la face Est du château sont "d'or à croix de gueule" et correspondent aux armes des Lordat, ancienne famille de chevalerie du comté de Foix. 
Le château de Castagnac est inscrit au titre des monuments historiques en totalité avec son fossé en eau depuis le 18 mars 2003. Il appartient à une famille et est donc privé.

## Architecture
La version actuelle du château possède un plan rectangulaire qui comprend quatre tours rondes disposées aux angles, il présente toutes les caractéristiques d'un château médiéval du XIVe siècle remanié pendant la Renaissance française. Au début du XIXe siècle, le château a été totalement restauré par les propriétaires.
Ce château est un témoignage non négligeable de l'histoire régionale toulousaine, en effet il représente le passage entre les courants architecturaux individualiste de la guerre de Cent Ans et l'avènement de la renaissance française, transformant ainsi une place forte en lieu de confort. 